# Hirtomurex scobina
Hirtomurex scobina is een slakkensoort uit de familie van de Muricidae. De wetenschappelijke naam van de soort is voor het eerst geldig gepubliceerd in 1973 door Kilburn.